# Hans Diefenbacher
Hans Diefenbacher (geboren 1954 in Mannheim) ist ein deutscher Wirtschaftswissenschaftler. Er ist außerplanmäßiger Professor am Alfred-Weber-Institut der Universität Heidelberg und an der Forschungsstätte der Evangelischen Studiengemeinschaft (FEST) aktiv.

## Leben
Hans Diefenbacher wuchs in Mannheim auf. Statt für den Wehrdienst verpflichtete er sich für das Technische Hilfswerk. Ab 1973 studierte er Volkswirtschaftslehre in Freiburg und Heidelberg und erhielt 1978 sein Diplom. 1983 wurde er bei Hans G. Nutzinger an der Universität Kassel zum Thema „Empirische Mitbestimmungsforschung“ promoviert. Er arbeitete als wissenschaftlicher Mitarbeiter am Institut für Energie- und Umweltforschung (IFEU), der Forschungsstätte der Evangelischen Studiengemeinschaft (FEST) und dem Institut für angewandte Ökologie (heute Ökoinstitut). 2001 wurde er in Volkswirtschaftslehre ebenfalls in Kassel mit einer Arbeit zu „Gerechtigkeit und Nachhaltigkeit“ habilitiert. Seit 2005 lehrt er an der Universität Heidelberg, seit 2009 als außerplanmäßiger Professor. Seit 2008 war er bis Ende 2019 stellvertretender Leiter der FEST. Er war von 1998 bis 2021 Beauftragter des Rates der Evangelischen Kirche in Deutschland für Umweltfragen.
Seine Arbeitsschwerpunkte sind das Verhältnis von Ökonomie und Ökologie sowie das Weltwirtschafts- und Finanzsystem. Dazu publiziert er zur ökonomischen Theoriengeschichte, beispielsweise zu John Stuart Mill, Vertretern einer Bodenreform wie Adolf Damaschke oder Henry George oder zum Anarchismus. Gemeinsam mit Roland Zieschank entwickelte er im Auftrag des Bundesumweltministeriums und des Umweltbundesamtes den „Nationalen Wohlfahrtsindex“ (NWI), der als Alternative zum Bruttoinlandsprodukt (BIP) als Wohlstandsindikator vorgeschlagen wird. Er setzt sich aus wohlfahrtsstiftenden Komponenten wie Konsum sowie wohlfahrtsmindernden Aspekten wie Umweltzerstörung oder Kriminalität zusammen. Obwohl das BIP in Deutschland von 1999 bis 2014 um 16 Prozent anstieg, blieb die per NWI berechnete Wohlfahrt annähernd konstant. Der NWI hat Einzug gefunden in den grünen Wohlstandsbericht der Bundestagsfraktion von Bündnis 90/Die Grünen und kommt auch in den Bundesländern zum Einsatz.
Diefenbacher heiratete 1979. Er hat einen Sohn.

## Monografien
- mit Hans G. Nutzinger (Hrsg.): John Stuart Mill heute. Metropolis, Marburg 2018, ISBN 978-3-7316-1346-6.
- mit Benjamin Held, Dorothee Rodenhäuser (Hrsg.): Ende des Wachstums – Arbeit ohne Ende? Arbeiten in einer Postwachstumsgesellschaft. Metropolis, Marburg 2017, ISBN 978-3-7316-1254-4.
- mit Oliver Foltin, Benjamin Held, Dorothee Rodenhäuser, Rike Schweizer, Volker Teichert: Zwischen den Arbeitswelten – Der Übergang in die Postwachstumsgesellschaft. Fischer, Frankfurt am Main 2016, ISBN 978-3-10-403731-8.
- mit Roland Zieschank: Woran sich Wohlstand wirklich messen lässt – Alternativen zum Bruttoinlandsprodukt. oekom, München 2011, ISBN 978-3-86581-215-5.
- mit Antoinette Bismark, Dan Melander: Klimaschutz in Kirchen – vom christlichen Auftrag zur Praxis. Erich Schmidt Verlag. Berlin 2010.
- mit Klaus Hugler: Adolf Damaschke und Henry George – Ansätze zu einer Theorie und Politik der Bodenreform. Metropolis, Marburg 2005.
- Gerechtigkeit und Nachhaltigkeit. Zum Verhältnis von Ethik und Ökonomie. Wissenschaftliche Buchgesellschaft, Darmstadt 2001.
- mit Richard Douthwaite: Jenseits der Globalisierung – Handbuch für lokales Wirtschaften. Matthias-Grünewald-Verlag, Mainz 1998.
- Anarchismus – Zur Geschichte und Idee der herrschaftsfreien Gesellschaft. Wissenschaftliche Buchgesellschaft, Darmstadt 1997.
- mit U. Ratsch: Verelendung durch Naturzerstörung – Die politischen Grenzen der Wissenschaft. S. Fischer, Frankfurt am Main 1992.